# Julia Fischer (Geigerin)

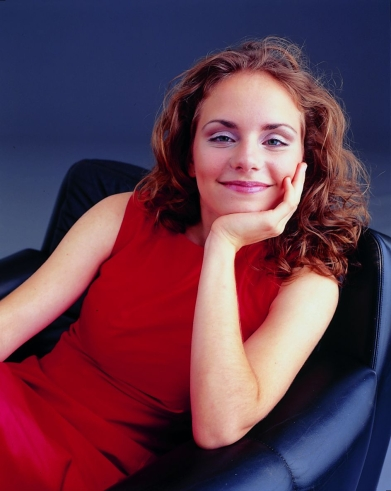
Julia Fischer (2006)

Julia Fischer (* 15. Juni 1983 in München) ist eine deutsche Geigerin und Pianistin.

## Biographie
Julia Fischer erhielt als Tochter der aus der Slowakei stammenden Pianistin Viera Fischer, geborene Krenková, und des Mathematikers Frank-Michael Fischer ihren ersten Geigenunterricht im Alter von vier Jahren bei Helge Thelen in Gilching bei München. Wenig später begann sie auch mit dem Klavierspiel und wurde von ihrer Mutter und Ansgar Janke unterrichtet. Zwei Jahre später wechselte sie zum Leopold-Mozart-Konservatorium in Augsburg, wo sie Geigenunterricht bei Lydia Dubrowskaja erhielt. Im Alter von acht Jahren gab sie ihr erstes Violinkonzert mit Orchesterbegleitung. Mit neun Jahren begann sie ihr Studium an der Musikhochschule München bei Ana Chumachenco. Ihren Schulabschluss absolvierte sie 2002 am Otto-von-Taube-Gymnasium in Gauting bei München mit dem Abitur.
2006 wurde Fischer Professorin an der Hochschule für Musik und Darstellende Kunst Frankfurt am Main. Sie war damals die jüngste Professorin an einer deutschen Hochschule. 2011 wurde sie auf eine Professur an der Hochschule für Musik und Theater München berufen.
Sie lebt mit ihrem Ehemann und den beiden gemeinsamen Kindern in Gauting bei München.

## Konzertlaufbahn als Geigerin
Zu Julia Fischers Förderern gehörten seit 1997 Lorin Maazel, Christoph Eschenbach und Marek Janowski. Ab 1998 begann ihre internationale Konzerttätigkeit. Dabei spielte sie u. a. unter der Leitung der Dirigenten Herbert Blomstedt, Asher Fisch, Rafael Frühbeck de Burgos, Ruben Gazarian, Bernard Klee, Yakov Kreizberg, Emmanuel Krivine, Sir Neville Marriner, Jun Märkl, Yehudi Menuhin, Jukka-Pekka Saraste, Giuseppe Sinopoli, Jeffrey Tate, Juri Temirkanow, Michael Tilson Thomas, Bruno Weil, Simone Young und David Zinman.
Sie arbeitete mit Orchestern zusammen wie dem New York Philharmonic Orchestra, dem Philadelphia Orchestra, Boston Symphony, Baltimore Symphony und dem Seattle Symphony Orchestra, den Wiener Symphonikern, den Sankt Petersburger Philharmonikern, dem RAI Torino, dem Russischen Nationalorchester, dem Rundfunk-Sinfonieorchester Berlin, der Sächsischen Staatskapelle Dresden, der Accademia Nazionale di Santa Cecilia und den Münchner Philharmonikern. Fischer unternahm Tourneen mit dem Gewandhausorchester, der Academy of St. Martin in the Fields, dem Royal Philharmonic Orchestra, der Dresdner Philharmonie, dem Orchestre de la Suisse Romande und dem Symphonieorchester des Bayerischen Rundfunks. Mit diesem debütierte sie 2003 an der Seite von Chang Han-na in der Carnegie Hall mit dem Brahms-Doppelkonzert.
Artist in Residence war sie beim Nederlands Philharmonisch Orkest unter der Leitung von Yakov Kreizberg sowie bei der Dresdner Philharmonie und bei der Frankfurter Konzertdirektion Pro Arte.
Fischer konzertierte auch bei zahlreichen Musikfestivals wie dem London’s Mostly Mozart Festival, dem Aspen Music Festival, dem Ravinia Festival, dem Prager Frühling, dem St. Petersburg Winter Festival, dem Schleswig-Holstein-Musik-Festival, den Festspielen Mecklenburg-Vorpommern und spielte im Jahr 2007 beim G8-Gipfel in Heiligendamm.
Zu ihren Kammermusikpartnern zählen die Pianisten Milana Chernyavska, Martin Helmchen, Jan Lisiecki, Oliver Schnyder, Jean-Yves Thibaudet und Lars Vogt, die Cellisten Gustav Rivinius, Daniel Müller-Schott und Danjulo Ishizaka sowie die Bratschistin Tabea Zimmermann.
Fischer gibt jährlich zwischen 70 und 80 Konzerte mit ungefähr fünfzig Programmen. Ihr Repertoire umfasst über 40 Werke mit Orchesterbegleitung und etwa 60 Werke der Kammermusik.

## Julia Fischer als Pianistin
Zu Beginn ihrer Ausbildung spielte Julia Fischer gleichrangig Violine und Klavier. Ihr vorerst letztes Konzert als Pianistin gab sie an ihrem zwölften Geburtstag. Zu diesem Zeitpunkt hatte sie bereits zehn Beethoven-Sonaten einstudiert und war als Pianistin dreimal Preisträgerin beim Wettbewerb Jugend musiziert. Sie spielte privat auch danach Klavier auf unverändert hohem Niveau. Im Januar 2007 spielte sie in Hamburg nach einem Violin-Duoabend eine vierhändige Zugabe mit ihrem Klavierpartner Oliver Schnyder. Als Artist in Residence der Festspiele Mecklenburg-Vorpommern bestritt sie 2007 mit Viviane Hagner einen Duo-Abend in Greifswald, bei dem beide Künstlerinnen auf Violine, Viola und Klavier zu hören waren. In einem Neujahrskonzert 2008 in Frankfurt am Main gab sie ihr offizielles Debüt als Pianistin. Unter der Leitung von Matthias Pintscher spielte sie, begleitet von der Jungen Deutschen Philharmonie, das Violinkonzert Nr. 3 in h-Moll von Camille Saint-Saëns und anschließend das Klavierkonzert a-Moll von Edvard Grieg. Sie wiederholte diesen Doppelauftritt im Januar 2008 in Sankt Petersburg.

## Instrumente
Julia Fischer spielte früher eine Guarneri del Gesù aus dem Jahre 1728, eine Leihgabe der „Blue de Brasil“ der Fazenda Ipiranga, und von 2000 bis 2004 die Stradivari „Booth“ aus dem Jahre 1716, eine Leihgabe der Nippon Music Foundation. Heute spielt sie ein Instrument von Giovanni Battista Guadagnini aus dem Jahr 1742 und eine Geige von Philipp Augustin (2011).

## Positionen
Mitte November 2022 störten zwei Klimaschutz-Aktivisten der Letzten Generation ein Konzert unter Beteiligung Fischers in der Hamburger Elbphilharmonie. Entgegen der zum Teil lautstarken Empörung im Publikum gab Fischer an, Mittel und Aktion nicht bewerten zu wollen. Stattdessen kommentierte sie: „Erstens gelingt es der Weltgemeinschaft offenkundig nicht, die größte Krise der Menschheit, die Klimakatastrophe, gemeinschaftlich anzugehen. Darüber muss gesprochen werden und nicht über junge Leute, Sekundenkleber und eine Stange am Dirigentenpult. [...] Zweitens kann ein Konzertsaal durchaus ein Ort des politischen Austauschs sein.“

## Preise und Auszeichnungen
- 1995: 1. Preis beim Internationalen Yehudi-Menuhin-Wettbewerb
- 1996: 1. Preis beim Eurovision Young Musicians Wettbewerb in Lissabon
- 1997: Prix d'Espoir der Stiftung der Europäischen Industrie
- 1997: Solistenpreis der Festspiele Mecklenburg-Vorpommern
- 2000: Förderpreis Deutschlandfunk
- 2005: ECHO Klassik für die Einspielung der Russischen Violinkonzerte
- 2005: Beethoven-Ring der „Bürger für Beethoven“ (Bonn)
- 2005: Diapason d’or für das Bach-Album
- 2006: BBC Music Magazine Award 2006 Best Newcomer für das Bach-Album
- 2006: Diapason d’or für die Mendelssohn-Einspielung
- 2007: ECHO Klassik Instrumentalistin des Jahres für die Einspielung der Pjotr Iljitsch Tschaikowski Violinkonzert in D, Op. 35
- 2007: Gramophone Award „Artist of the Year“ internationale Auszeichnung vom britischen Klassikmagazin „Gramophone“
- 2009: MIDEM Classical Award als Instrumentalkünstlerin des Jahres 2008
- 2016: Bundesverdienstkreuz am Bande[14]
- 2021: Bayerischer Maximiliansorden für Wissenschaft und Kunst
- 2022: Kultureller Ehrenpreis der Landeshauptstadt München
- 2024: Rheingau Musik Preis

## Diskografie
| veröffentlicht | Albumtitel/Stücke | Mitwirkende | Verlag/Nr.             | Typ            |
| -------------- | --- | --- | ---------------------- | -------------- |
| August 2002    | Johannes Brahms - Piano Quartets - No. 1, Op. 25 - No. 3, Op. 60 | - Tatjana Masurenko (Viola) - Gustav Rivinius (Cello) - Lars Vogt (Klavier)                                                                     | Emi Classics 5573772   | CD             |
| Oktober 2002   | Antonio Vivaldi - The Four Seasons | Academy of St. Martin in the Fields | Opus Arte/BBC          | DVD            |
| Oktober 2004   | Russian Violin Concertos - Aram Chatschaturjan - Violin Concerto in D moll - Sergei Prokofjew - Violin concerto No. 1 in D Op. 19 - Alexander Glasunow - Violin Concerto in A moll Op. 82 | - Russisches Nationalorchester - Jakow Kreizberg (Dirigent)                                                                                     | Pentatone PTC 5186 059 | Hybrid-SACD    |
| Mai 2005       | Johann Sebastian Bach - Sonatas and Partitas for Solo Violin | | Pentatone PTC 5186 072 | 2 Hybrid-SACDs |
| September 2005 | Wolfgang Amadeus Mozart: Violinkonzerte Teil 1 - Violin Concertos Nos. 3 & 4 - Adagio K. 261 - Rondo K. 269 | - Netherlands Chamber Orchestra - Jakow Kreizberg (Dirigent)                                                                                    | Pentatone PTC 5186 064 | Hybrid-SACD    |
| September 2006 | Wolfgang Amadeus Mozart: Violinkonzerte Teil 2 - Violin Concertos Nos 1, 2 & 5 | - Gordan Nikolic´, (Konzertmeister) - Pieter-Jan Belder, (Cembalo) (K.207 & K.211) - Netherlands Chamber Orchestra - Jakow Kreizberg (Dirigent) | Pentatone PTC 5186 094 | Hybrid-SACD    |
| Juni 2006      | Felix Mendelssohn Bartholdy - The Piano Trios Nos. 1 & 2 | - Jonathan Gilad (Klavier) - Daniel Müller-Schott (Cello)                                                                                       | Pentatone PTC 5186 085 | Hybrid-SACD    |
| November 2006  | Peter Tschaikowski - Violin Concerto in D, Op. 35 - Sérénade mélancolique, Op. 26 - Valse – Scherzo, Op. 34 - Souvenir d’un lieu cher, Op. 42 | - Russian National Orchestra - Jakow Kreizberg (Dirigent)                                                                                       | Pentatone PTC 5186 095 | Hybrid-SACD    |
| März 2007      | Johannes Brahms - Violin Concerto in D, Op. 77 - Double Concerto A minor Op. 102 | Netherlands Philharmonic Orchestra Amsterdam - Jakow Kreizberg (Dirigent) - Daniel Müller-Schott (Cellist)                                      | Pentatone PTC 5186 066 | Hybrid-SACD    |
| Oktober 2007   | Wolfgang Amadeus Mozart - Sinfonia Concertante für Violine, Bratsche und Orchester, K.364 - Rondo für Violine und Orchester K.373 - Concertone für zwei Violinen und Orchester K.190 | - Netherlands Chamber Orchestra - Jakow Kreizberg (Dirigent) - Gordan Nikolić (Violine K.190 und Bratsche K.364)                                | Pentatone PTC 5186 098 | Hybrid-SACD    |
| Januar 2009    | Johann Sebastian Bach - Konzert für zwei Violinen und Orchester in D-Moll, BWV 1043 - Violinkonzert in A-Moll, BWV 1041 - Violinkonzert in E Dur, BWV 1042 - Konzert für Violine und Oboe in C-Moll, BWV 1060 | - Academy of St. Martin in the Fields - Alexander Sitkovetsky (Violine) - Andrey Rubtsov (Oboe)                                                 | Decca 478 0650         | CD             |
| September 2009 | Franz Schubert - Gesamtwerk für Violine und Klavier Vol.1 - Sonatina für Violine und Klavier D-dur D.384 (op. 137, No. 1) - Sonatina für Violine und Klavier a-moll D.385 (op. 137, No. 2) - Sonatina für Violine und Klavier g-moll D.408 (op. 137, No. 3) - Rondo für Violine und Klavier h-moll D.895 (op. 70) | - Martin Helmchen (Klavier) | Pentatone PTC 5186 347 | Hybrid-SACD    |
| April 2010     | Franz Schubert - Gesamtwerk für Violine und Klavier Vol.2 - Sonate für Violine und Klavier A-dur D.574 (op.162) - Fantasie für Violine und Klavier C-dur D.934 (op. 159) - Fantasie für Klavier zu vier Händen f-moll D.940 (op. 103)                                                                             | - Martin Helmchen (Klavier) | Pentatone PTC 5186 348 | Hybrid-SACD    |
| August 2010    | Niccolò Paganini - 24 Caprices | | Decca 478 2274 5       | CD             |
| April 2011     | Ernest Chausson, Ottorino Respighi, Josef Suk, Ralph Vaughan Williams - Poema Autunnale For Violin & Orchestra - Fantasy, Op. 24 - Poème, Op.25 - The Lark Ascending | - Orchestre Philharmonique De Monte Carlo - Jakow Kreizberg (Dirigent)                                                                          | Decca 478 2684         | CD             |
| März 2013      | Antonín Dvořák - Violin Concerto in A minor, Op.53 B108 Max Bruch - Violin Concerto No.1 in G minor, Op.26 | - Tonhalle-Orchester Zürich - David Zinman (Dirigent)                                                                                           | Decca 478 3544 8       | CD             |